# 보비 리
보비 리(Bobby Lee, 1972년 9월 17일 ~ )는 미국의 스탠드업 코미디언, 배우, 팟캐스터이다.

## 출연 작품

### 영화
- 파이널 레시피 (2013)
- 위시 드래곤 (2021) - 톨 군 역 (애니메이션)

### 뮤직비디오
- 원더걸스 - 2 Different Tears (2009)
- 타이오 크루즈 - Hangover ft. Flo Rida (2011)